# Milleriana brunnea
Milleriana brunnea är en insektsart som beskrevs av Willemse, C. 1957. Milleriana brunnea ingår i släktet Milleriana och familjen gräshoppor. Inga underarter finns listade i Catalogue of Life.